# Snappertuna församling
Snappertuna församling var fram till 2015 en av åtta församlingar i Raseborgs kyrkliga samfällighet i Raseborgs prosteri inom Borgå stift i Evangelisk-lutherska kyrkan i Finland. Till församlingen hörde de kyrkomedlemmar som var bosatta på Snappertunas område. Församlingen hade ca 2 300 medlemmar och majoriteten av dem var svenskspråkiga.
Snappertuna församling var från början en kapellförsamling under Karis, men blev en egen församling år 1927. Bland annat Maria Åkerblom har haft församlingen som sin hemförsamling. 
Den 1.1.2015 upphörde Snappertuna församling för att ingå i Ekenäsnejdens svenska församling, som omfattar även de tidigare församlingarna i Ekenäs, Tenala och Bromarv. 